# نموذج الحمأة المنشطة

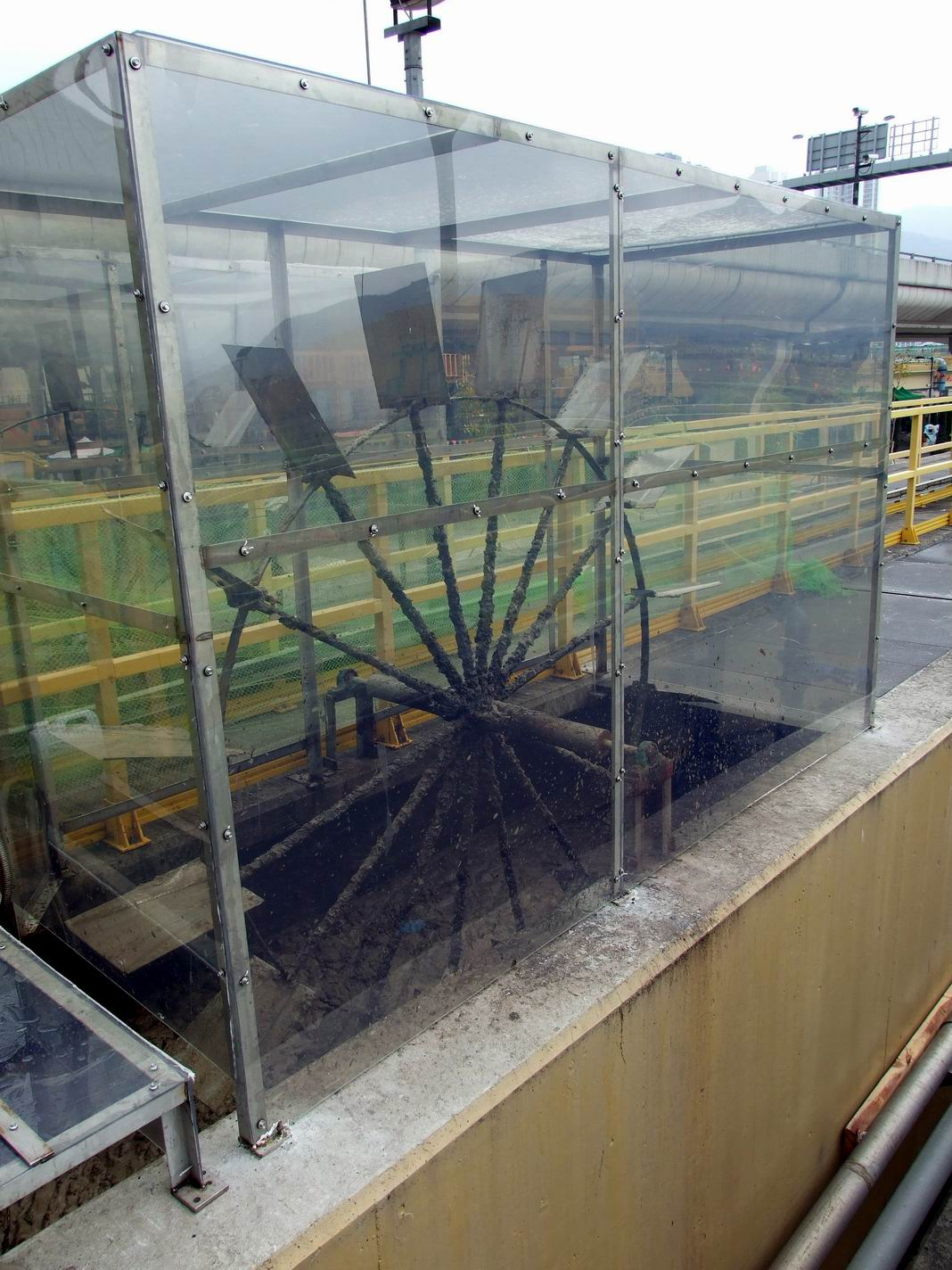
نموذج الحمأة المنشطة

نموذج الحمأة المنشطة (بالإنجليزية:Activated sludge model) هو اسم عام لمجموعة من الأساليب الرياضية لنمذجة انظمة الحمأة المنشطة. البحث في هذا المجال ينسقه فريق عمل يتبع الرابطة الدولية للمياه (IWA).تستخدم الحمأة المنشطة في البحث العلمي لدراسة العمليات البيوولوجية في الأنظمة الافتراضية. يمكن أيضاً تطبيقها على محطات معالجة مياه الصرف الصحي واسعة النطاق لتحسينها، عند معايرتها بعناية مع البيانات المرجعية لإنتاج الحمأة والمغذيات في النفايات السائلة (مياه الصرف الصحي).
حوالي عام 1983 تم تشكيل مجموعة عمل تابعة للرابطة الدولية للمياه حول جودة المياه (إحدى الجمعيات التي شكلت IWA). بدأوا في إنشاء نظام عام للنماذج الرياضية التي يمكن استخدامها لنمذجة مياه الحمأة المنشطة لإزالة النيتروجين. كان أحد الاهداف الرئسية تطوير نموذج أقل تعقيداً قدر الإمكان وبسيطاً لتمثيله، من خلال القدرة على التنبؤ بدقة بالعمليات البيولوجية. بعد أربع سنوات، كان نموذج IAWQ المسمى ASM جاهز، وأدرج نموذجاُ أساسياً لإزالة COD، طلب الأكسجين (oxygen demand)، والنمو البكتيري، وتدهور الكتلة الحيوية.
نموذج الحمأة المنشطة يتكون من:
- متغيرات الحالة : يتضمن اجزاء مختلفة من COD، الكتلة الحيوية وانواع مختلفة من المغذيات، العضوية وغير العضوية.
- وصف للعمليات الديناميكية: سرد العمليات البيولوجية المختلفة التي تم تصميمها، جنباً إلى جنب مع صيغها.
- المتغيرات: المتغيرات التي تصف ظروف النظام البيولوجي، مثل النمو، ومعدل الاضمحلال، ومعامل نصف التشبع للتحلل المائي، إلخ..

## التاريخ
قبل أن يبدأ العمل فيASM1 عام 1983، كان هناك بالفعل حوالي 15 عام من الخبرة في نمذجة الحمأة المنشطة، على الرغم من ان كل مجموعة بحثية عملت وفق أنظمة رياضية في الحمأة المنشطة وخلقت إطار نموذجها الخاص، الا انه كان غير متوافق مع الأخرين. الامر الذي حفز البحث وكان له تأثير كبير على نمذجة الحمأة المنشطة. كانت ASM1 الأساس للعديد من الإمتدادات. تشمل هذه الامتدادات على سبيل المثال التنبؤ بشكل أفضل بإزالة النيتروجين والفوسفور. أما النماذج التي استخدمت على نطاق واسع فشملت ASM2,ASM2d,ASM3p.
في نفس الوقت الذي تم فيه نشر نموذج ASM. كانت عملية إزالة الفوسفور البيولوجية مستخدمة بالفعل، بالرغم من أن هذه العملية كانت غير مكتملة الفهم في ذلك الوقت. تم تضمين المعرفة الأساسية ببكتيريا إزالة الفوسفور في نموذج ASM والمعلومات التي يتم تعديلها وفقاً لذلك. ومن ثم بعد 8 سنوات، تم نشر ASM2 في عام 1995. كما تم تطوير ASM2 ليشمل إزالة الفوسفور البيولوجي(والكيميائي). مع نمو الفهم العلمي في أواخر عام 1990، تم تطوير ASM2 إلى ASM2d، بشكل أساسي عن طريق إضافة امتصاص الفوسفور غير المؤكسد وكذلك الهوائي.

## التوفر
يتم استخدام نماذج الحمأة المنشطة IWA بشكل شائع في البرامج الحالية. البرامج الأكثر شيوعاً هي Biowin, GPS-X , WEST, سمبا, STOAT.بالإضافة إلى ذلك، هناك تطبيقات متاحة للباحثين الجامعيين، كود فورتران في تقرير وضع علامات COST 682 Bench وكود Modelica في مكتبة Modelica WasteWater.